# 巴賓頓陰謀

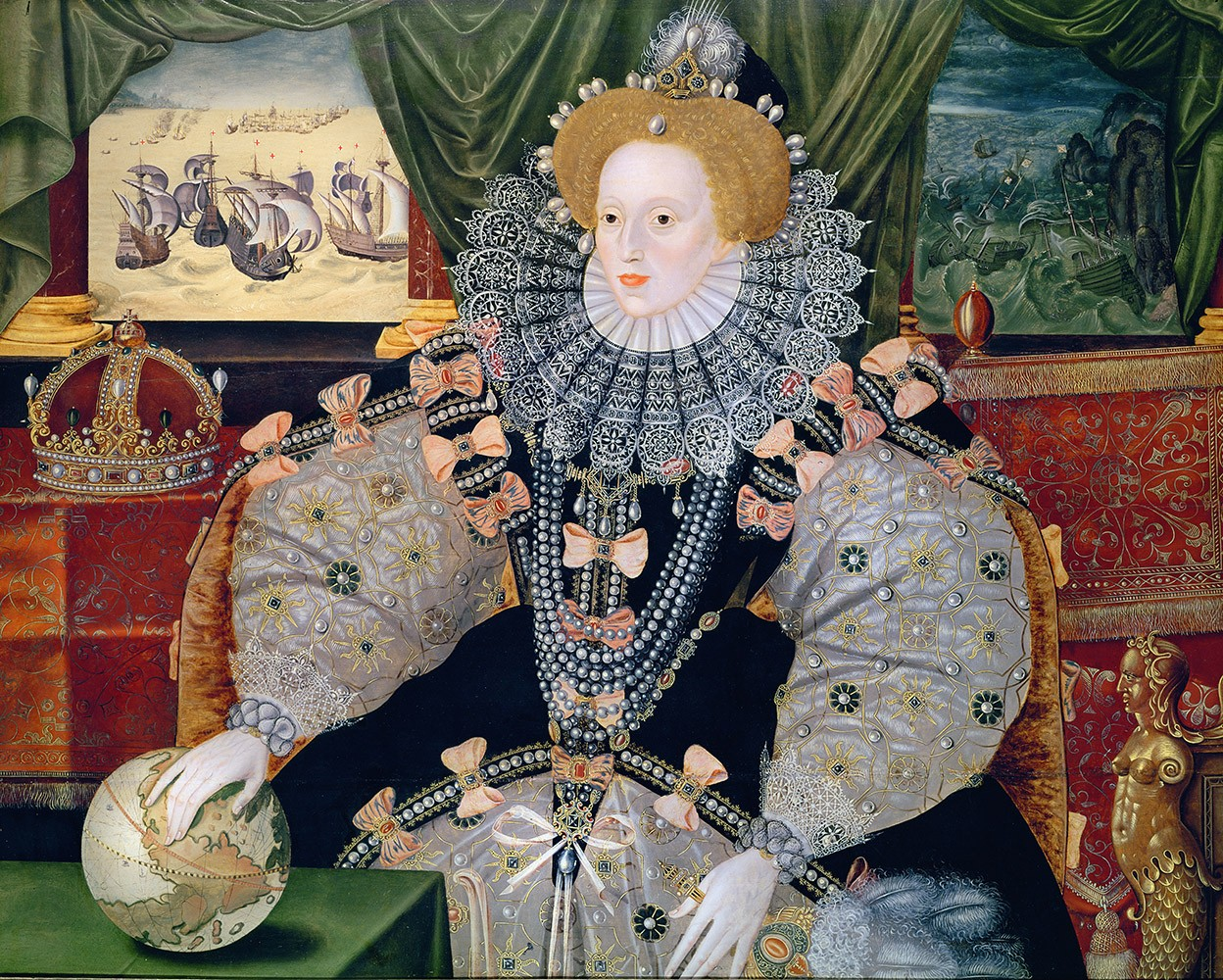
伊莉莎白一世

巴賓頓陰謀（Babington Plot），指暗殺英國女王伊莉莎白一世，並立瑪麗一世成為英國女王的一系列行動。巴賓頓為此陰謀的主要行動者，並計畫於1586年救出遭到囚禁的瑪麗，以及暗殺伊莉莎白。
巴賓頓陰謀起源於外交事務的動盪，而這些動盪一大部分的原因來自於宗教的對抗，亦即天主教與新教的對抗。西班牙天主教徒企圖透過重新立瑪麗為英國君主取代伊莉莎白，以制衡新教在英國的勢力。
該陰謀的主使者為約翰‧巴拉德，以及安東尼‧巴賓頓。巴拉德為一位天主教神父兼密謀者，到英國之後找到天主教士紳巴賓頓領導並組織英國天主教徒對抗伊莉莎白。另外，也與前士兵約翰‧薩維奇一同策畫暗殺伊莉莎白的陰謀。薩維奇向巴拉德承認他欲暗殺伊莉莎白的想法，並成為巴拉德密謀中的關鍵人物之一。
這項密謀卻在伊莉莎白一世的首席國務卿法蘭西斯·沃辛漢的背後監督下遭到揭發。沃辛漢掌控了與密謀者的信件往來。最後巴拉德、巴賓頓、薩維奇和其他四名英國天主教徒被判叛國罪，伊莉莎白更在議會與民眾的督促下，下令對瑪麗進行審判，並處死刑。

## 事件背景

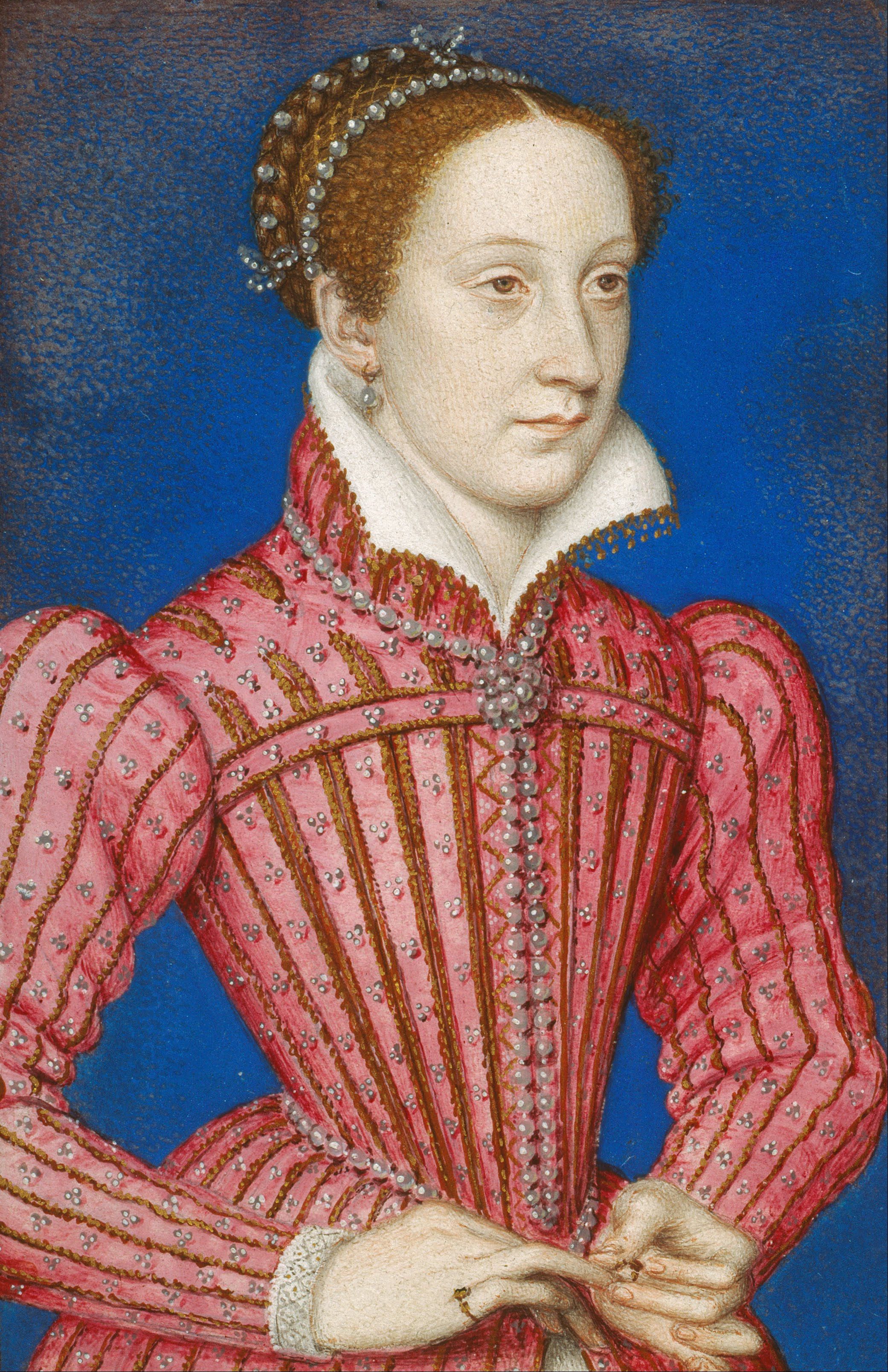
蘇格蘭女王瑪麗一世

在法國，天主教徒和新教胡格諾派（胡格諾派）之間的陰謀和戰爭不斷威脅著歐洲的權力平衡。雖然當時的領袖凱薩琳·德·梅迪奇、查理九世和亨利三世都是天主教徒，但胡格諾派卻因為權力在各省而不斷施加壓力。1567年至1577年的宗教戰爭迫使這些領袖向胡格諾派作出讓步，反而加強整個歐洲的新教事業。產生了法國最強大的貴族與西班牙合併為天主教聯盟的不利影響。天主教聯盟的主要目標是捍衛天主教信仰，因此，它支援任何可行的事業、陰謀或陰謀，以推動天主教事業。因此，天主教聯盟成為反對胡格諾派、奧蘭治威廉和伊莉莎白的陰謀中心。
宗教的爭端激起對西班牙攝政者的強烈不滿。1567年爆發反抗西班牙統治的運動。最初並無任何組織結構。但在1572年，在英國、德國和胡格諾派的支援下，威廉一世對西班牙軍隊發動侵略性戰爭，並控制荷蘭。1572年到1578年，威廉的力量仍維持強大。但在1578年，帕爾馬公爵亞歷山德羅·法內塞成為新的西班牙攝政者，並迅速著手收復這些國家。1584年，一個激進的天主教徒暗殺了王子，西班牙人重新奪回了對這些國家的控制。並提出禁令，明確表明，天主教聯盟，特別是西班牙的腓力二世，將採取任何措施捍衛天主教信仰，此外，天主教聯盟認為所有新教君主都是非法統治者。
而在國內，雖然伊莉莎白企圖透過法令解決宗教問題，但新教在英國根基仍出現許多問題。貴族僅是名義上的新教徒，且高層階級強烈希望恢復天主教。羅馬天主教會更是宣佈伊莉莎白為異教徒，並認為伊莉莎白是非法的統治者。而在這樣的情況下瑪麗，作為一個天主教女王和下一個合法繼承英國王位的繼承人，則成為對伊莉莎白的重要威脅。

## 事件經過
巴賓頓陰謀是由兩個獨立的陰謀所組成，第一是西班牙人入侵英格蘭，並提拔瑪麗擔任英國君王，第二，是暗殺伊莉莎白。兩個陰謀皆是在巴黎策划，並受瑪麗的首席代理人摩根和佩吉特指揮。
自1571年以來，西班牙國王腓力二世及其駐倫敦大使唐·貝納迪諾·德·門多薩長年策劃推翻伊莉莎白的英國天主教徒。從伊莉莎白的前任瑪麗與西班牙國王結婚，並衷於發展英格蘭的天主教後，西班牙人就渴望重新獲得對英國事務的影響力。最初，西班牙人企圖透過婚姻重新獲得對英國的影響力。但伊莉莎白並不考慮任何的求婚。因此，對西班牙人而言，僅剩讓其他人擔任英國君主的方法，而瑪麗因為保有對英國天主教徒的忠誠以及繼承權的合法權，使她成為該計劃的最佳人選。

### 建立通信

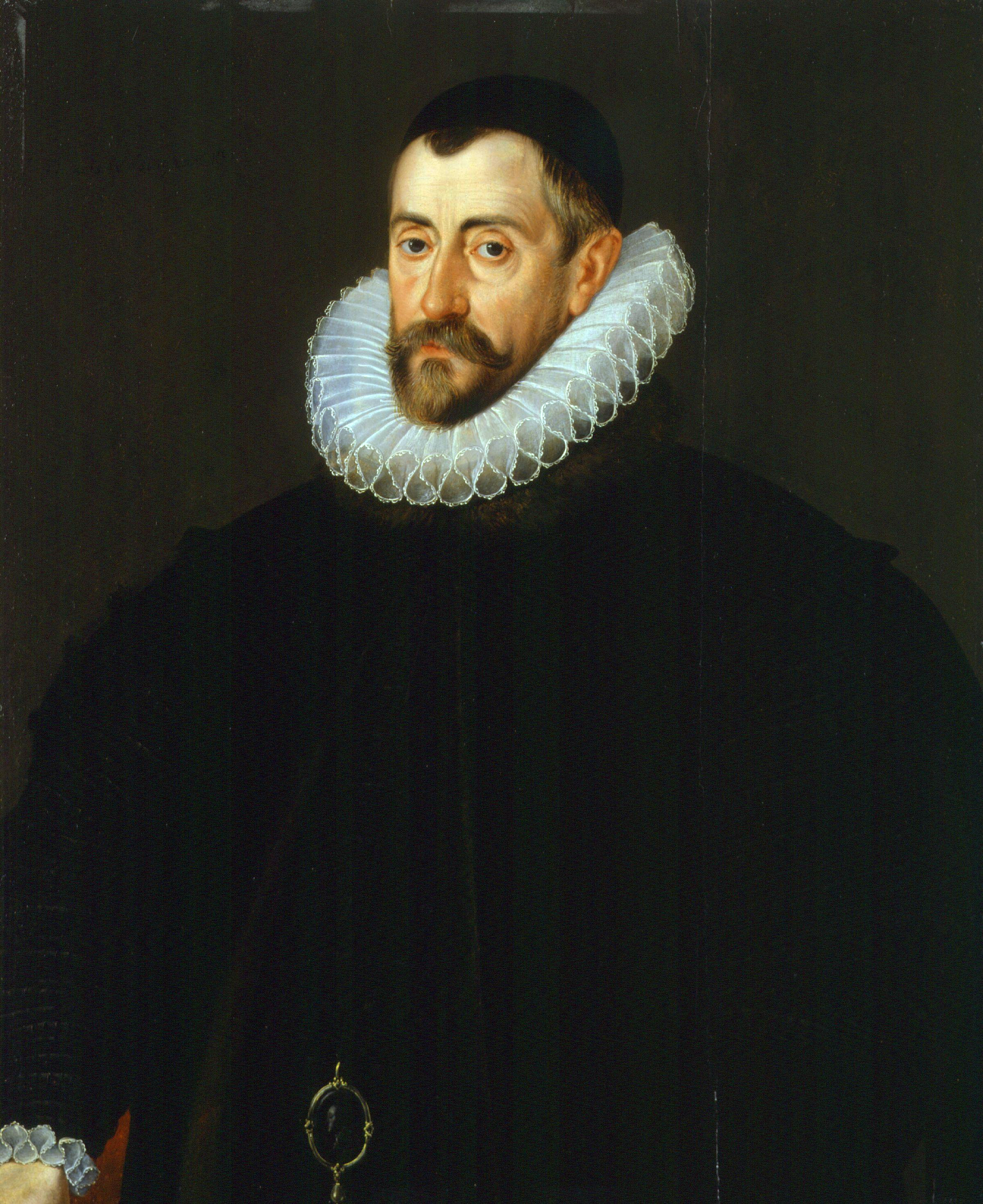
伊莉莎白一世的首席秘書法蘭西斯·沃辛漢

在發現斯罗克莫顿阴谋後，伊莉莎白女王於 1584 年 7 月發布法令，阻斷所有和瑪麗的通信。在1585年，英國天主教流亡者吉伯特·吉福德會見了摩根。摩根雖然對吉福德有些警惕，但還是請他重新與瑪麗建立通信關係。但在吉福德到達英國時，沃爾辛漢姆拘留了他，並徵召他擔任雙重間諜。然而阻礙通訊，卻反而使他們缺乏證據處決瑪莉，因此沃辛漢和吉福德為瑪麗設計了一個新的通信渠道，以便沃辛漢可以仔細審查。
為了不引起懷疑並定罪蘇格蘭瑪麗一世，沃辛漢故意留了一處破綻，他知道瑪麗透過啤酒釀造商擔任協調人，將信件放入可以放入啤酒桶的水箱的防水外殼中，藉此和她的支持者傳遞訊息，卻故意不揭穿她，讓瑪麗以為她可以秘密地和外界通信。並聘請密碼語言專家托馬斯·菲利普斯接收訊息、解碼。當任何有發給瑪麗的信件時，都將發送給夏托紐夫，夏特紐夫再將這些信件傳遞給吉福德。吉福德會將它們轉交給沃辛漢，並由他給菲利普斯。菲利普斯會解碼並複制這封信，之後，這封信被重新密封並返還給吉福德，吉福德將其轉交給釀酒商。釀酒師則再將這封信走私給瑪麗。如果瑪麗給她的支持者發了一封信，則會經歷相反的過程。這也使得沃辛漢攔截並閱讀了來自瑪莉和支持者間的每一條消息。

### 主謀

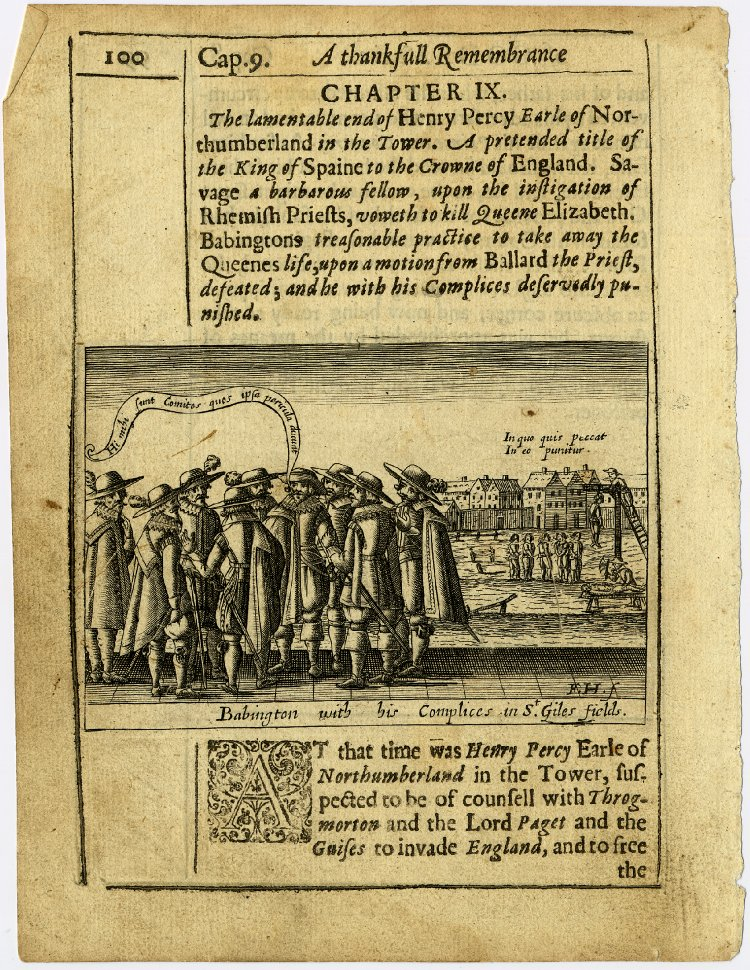
巴賓頓在陰謀前夕與他的共謀者會面

該陰謀的另一個主要人物為約翰·巴拉德。1585年前往英國拜訪天主教徒，1586年三月遇到前士兵約翰‧薩維奇。薩維奇參與針對伊莉莎白的單獨陰謀，他向巴拉德承認，曾與威廉·吉福德博士、吉爾伯特·吉福德和克里斯托弗·霍奇森這三位朋友協商後做出決議，且他發誓要暗殺伊莉莎白。因此薩維奇的陰謀很快就成為巴拉德計劃的關鍵組成部分。隨後巴拉德返回歐洲大陸，與查爾斯·佩吉特以及西班牙大使門多薩會面。他向他們報告，如果能得到外國支持的話，英國天主教徒就會準備對伊莉莎白發動叛亂。巴拉德得到佩吉特和門多薩的支持後，依照他們的指示到英國以確保英國天主教徒的承諾。
回到英國之後，巴拉德找到安東尼·巴賓頓領導並組織英國天主教徒反對伊莉莎白。巴賓頓曾為了保護其他神父，於1580年在羅馬建立秘密社團並和教宗會面；也曾在1585年遊歷海外時，結識佩吉特與摩根，並被託付一封要給瑪莉的信。巴拉德將所有計畫告訴巴賓頓，還聲稱得到廣大英國天主教徒的支持，自己也極為支持該陰謀。然而，巴賓頓仍猶豫不決，他認為難以在伊莉莎白還活著的情況下入侵。巴拉德回應，薩維奇的計畫得以使入侵行動順利進行。在巴拉德的說服下，加上需要巴拉德指路以交付信件，便同意參與這個陰謀。

## 事件結果
儘管該密謀皆是透過秘密信件往來，但這整個過程卻在伊莉莎白女王的手下沃辛漢監督下被揭發。他掌握了密謀者與瑪麗幾乎所有的信件往來。最致命的關鍵在於巴賓頓寫給瑪麗的一封信。
巴賓頓因為深信伊莉莎白很快就會在計畫內死亡，因此時常表現得驕傲自滿，經常與密謀者共同進出並一起進教堂望彌撒，絲毫不隱諱。更渴望從瑪麗身上獲得認可和鼓勵。而摩根得知巴賓頓的心態後，便寫信告訴瑪麗巴賓頓的心理狀態，且鼓勵瑪麗，寫信給巴賓頓並讚賞他是個明智的選擇。瑪麗便寫了一封信給巴賓頓，並強調巴賓頓是瑪麗最可靠的朋友。巴賓頓收到信件後，為了尋求瑪麗更多的信任，以及尋求瑪麗對其下屬的獎勵，他回復瑪麗所有密謀的情節，將外國人入侵計畫、英國天主教徒起義計畫等權告訴瑪麗；另外，他將會這封信成為沃辛漢成功將巴賓頓定罪的關鍵證據。
收到巴賓頓的信件後，瑪麗的回覆更是沃辛漢證明瑪麗為共犯的重要證據。瑪麗在信中讚揚了巴賓頓在各方面的策略，甚至進一步要求細節。瑪麗甚至向巴賓頓提供外國人入侵一事的相關諮詢。結果這封信遭到解密者托馬斯‧菲利普斯解碼並複製，交給沃辛漢。
最後，巴拉德、巴賓頓、薩維奇和其他四名英國天主教徒被判叛國罪。巴拉德和巴賓頓被施以酷刑英式車裂，而薩維奇和其他四人被絞死。另外，在證據的逼迫下、樞密院和議會，以及廣大民眾的敦促下，伊莉莎白於1586年10月下令對瑪麗進行審判並處決她，該判決於1587年2月8日執行。沃辛漢也完成了他的目標。